# Cricket Australia
Cricket Australia est l'instance dirigeante du cricket professionnel et amateur en Australie. Créée en 1905 sous le nom d’Australian Board of Control puis un temps appelée Australian Cricket Board, la fédération est responsable de l'équipe d'Australie et organise notamment les principales compétitions nationales : Sheffield Shield, One Day Cup et Twenty20 Big Bash. Cricket Australia est également chargée du développement régional du cricket dans la région du Pacifique.

## Membres
Les fédérations de cricket des six états australiens sont membres de Cricket Australia. Chacune désigne un ou plusieurs membres du conseil d'administration de Cricket Australia.
| État                   | Fédération                             |
| ---------------------- | -------------------------------------- |
| Australie-Méridionale  | South Australian Cricket Association   |
| Australie-Occidentale  | Western Australian Cricket Association |
| Nouvelle-Galles du Sud | New South Wales Cricket Association    |
| Queensland             | Queensland Cricket                     |
| Tasmanie               | Tasmanian Cricket Association          |
| Victoria               | Cricket Victoria                       |

## Compétitions
Cricket Australia organise notamment les trois compétitions nationales majeures : le Sheffield Shield (first-class cricket), la One Day Cup (List A cricket) et le Twenty20 Big Bash (Twenty20). Ces trois compétitions opposent six équipes, chacune représentant un État australien : les New South Wales Blues (Nouvelle-Galles du Sud), les Queensland Bulls (Queensland), les Southern Redbacks (Australie-Méridionale), les Tasmanian Tigers (Tasmanie), les Victorian Bushrangers (Victoria) et les Western Warriors (Australie-Occidentale).
La Cricket Australia Cup oppose les équipes réserves de ces six États, en plus d'une équipe représentant le Territoire de la capitale australienne, les ACT Comets. Les équipes féminines s'opposent quant à elles au sein de la Women's National League.